# Ralf-Rüdiger Targiel
Ralf-Rüdiger Targiel (* 1953 in Blankenfelde-Mahlow) ist ein deutscher Archivar und Autor.
Ralf-Rüdiger Targiel studierte in Berlin und wurde Diplom-Archivar. Im September 1975 begann er seine Tätigkeit am Stadtarchiv Frankfurt (Oder) unter der Leitung von Elfriede Schirrmacher. Nach deren Verabschiedung ein Jahr später übernahm Targiel die Leitung des Archivs. Er organisierte den Umzug des Hauses von der heutigen Stadtbibliothek in die Collegienstraße 8/9. In seiner mehr als vierzigjährigen Tätigkeit haben sich die Bestände des Archivs mehr als verdoppelt. Er organisierte u. a. Ausstellungen zum 500. Geburtstag Ulrich von Huttens, zur jüdischen Geschichte der Stadt oder zur Viadrina. Targiel wurde zum Oberarchivar ernannt. Anfang 2019 übergab er die Leitung des Archivs an den Historiker und promovierten Archivar Denny Becker.

## Schriften
- Frankfurt (Oder) im Spiegel der Fotografien von L. Haase & Co. – Foto Fricke. Erfurt 2012, ISBN 978-3-95400-008-1
- Die Marienkirche zu Frankfurt (Oder). Stolz der Stadt – einst und heute. Berlin 2005, ISBN 978-3-937494-18-0
- Christoph Stummel und die erste Studentenkomödie. In: Jahresbericht (Forschungsstelle für Vergleichende Universitätsgeschichte; Förderverein zur Erforschung der Geschichte der Viadrina), (2004) 4, S. 84–87.
- Im Fluge durch Frankfurt a.O. Horb am Neckar 2002, ISBN 978-3-89570-729-2
- Die Bibliothek der Alma mater Viadrina. Zur Geschichte der einstigen Universitätsbibliothek Frankfurt und ihrer Nachfolger in Wrocław und Frankfurt (Oder). Frankfurt (Oder) 2001
- Die Oberbürgermeister der Stadt Frankfurt (Oder). Vom Beginn des 18. Jahrhunderts bis zur Wiedererlangung der kommunalen Selbstverwaltung im Jahr 1990. Frankfurt (Oder) 2000
- Frankfurt (Oder) – so wie es war. Düsseldorf 1994, ISBN 978-3-7700-1014-1